# Канадско-мексиканские отношения
Канадско-мексиканские отношения — двусторонние дипломатические отношения между Канадой и Мексикой.

## История
Исторически между странами были довольно прохладные отношения, но за последние годы они значительно изменились в лучшую сторону после подписания соглашения о Североамериканской зоне свободной торговли. Обе страны были союзниками во Второй мировой войне. Во время Холодной войны Канада была членом НАТО, а Мексика входила в Движение неприсоединения. Обе страны являются членами Большой двадцатки, Организации американских государств, Организации экономического сотрудничества и развития, а также Организации Объединённых Наций.
В ноябре 2012 года президент Мексики Энрике Пенья Ньето посетил Оттаву в качестве избранного президента до принятия присяги. В интервью для канадской газеты Globe and Mail Пенья Ньето охарактеризовал отношения стран до 1994 года как «взаимное невмешательство» и положительно отметил увеличение торговли между двумя странами с момента подписания соглашения о Североамериканской зоне свободной торговли. Он призвал к увеличению канадских прямых иностранных инвестиций в экономику Мексики (особенно в нефтяную промышленность), но при этом отметил, что Pemex (государственная нефтяная компания) будет оставаться владельцем ресурсов. Пенья Ньето назвал «Североамериканскую энергетическую безопасность» «общей целью» обеих стран. Он пообещал приложить усилия к сокращению насилия, связанного с незаконным оборотом наркотиков в стране и создать более достойные условия для туристических визитов канадцев. Пенья Ньето также попросил канадцев ввести безвизовый режим для граждан Мексики.

## Торговля
Объединение Канады и Мексики в зону свободной торговли НАФТА (окончательно большинство таможенных пошлин было снято с 1 января 2008 года) привело к значительному росту канадско-американской торговли. Экспорт Мексики в Канаду в 1993—2013 годах увеличился с 3,3 млрд долларов до 25,5 млрд долларов. При этом Канада остается рынком сбыта мексиканских товаров, хотя канадские поставки в Мексику тоже возросли в 1993—2013 годах (с 0,8 млрд долларов до 5,4 млрд долларов). В 2012 году Канада стала пятой страной мексиканского экспорта после США, Китая, Великобритании и Японии, а также третьим по величине источником импорта после США и Китая. В 2014 году объем двусторонней торговли между странами составил сумму в 20 млрд долларов США. Канадские интернациональные компании, такие как: Bombardier, BlackBerry, Fairmont Hotels and Resorts и Scotiabank имеют филиалы в Мексике. В то же время, мексиканские интернациональные компании (например Grupo Bimbo) присутствуют в Канаде.
Хотя НАФТА позволяла Мексике сохранять таможенные пошлины на некоторые сельскохозяйственные товары (яйца, сахар, муку), уже в 1993—2003 годах поставки мексиканского продовольствия в Канаду существенно выросли — со 136 млн долларов до 409 млн долларов.